# Cross Mountain (Teksas)
Cross Mountain je naseljeno mjesto za statističke potrebe u američkoj saveznoj državi Teksas. Prema popisu stanovništva iz 2010. u njemu je živjelo 3.124 stanovnika.